# Bisnovat R-4
El Bisnovat (más tarde Molniya) (nombre de reporte de la OTAN AA-5 'Ash') fue un misil aire-aire de largo alcance soviético. Se usó principalmente como la única arma del interceptor Tupolev Tu-128, que coincide con su radar RP-S Smerch ('Tornado').

## Historia
El desarrollo del R-4 comenzó en 1959, inicialmente designado como K-80 o R-80, entrando en servicio operativo alrededor de 1963, junto con Tu-128. Al igual que muchas armas soviéticas, se fabricó en versiones de radar semiactivo (R-4R) y de infrarrojos (R-4T). La doctrina soviética estándar era disparar las armas en pares SARH / IR para aumentar las probabilidades de un golpe. La altitud del objetivo era de 8 a 21 km. Importante para el Tu-128 de escalada lenta, el misil podría dispararse incluso a 8 km por debajo del objetivo.
En 1973, el arma se modernizó al estándar R-4MR (SARH)/MT (IR), con una altitud mínima mínima más baja (0,5–1 km), rendimiento mejorado del buscador y compatibilidad con el RP-SM mejorado Smerch-M Radar.
El R-4 sobrevivió en servicio limitado hasta 1990, retirándose junto con el último avión Tu-128.

## Operadores
Unión Soviética
- Fuerzas de defensa aérea soviéticas

## Especificaciones (R-4T / R-4R)
- Longitud: R-4T: 5,2 m; R-4R: 5,45 m
- Envergadura: 1300 mm
- Diámetro: 310 mm
- Peso de lanzamiento: R-4T: 480 kg; R-4R: 492 kg
- Velocidad: Mach 1,6
- Rango: R-4T: 2–15 km; R-4R: 2–25 km
- Guía: R-4T guía infrarroja; R-4R guía radar de inicio activo
- Ojiva: 53 kg de alto explosivo